# Aeterno Blade
Aeterno Blade (Time Avenger au Japon) est un jeu vidéo de type action-RPG développé et édité par Corecell Technology, sorti en 2014 sur  Nintendo 3DS et PlayStation Vita, puis porté sur PlayStation 4, Xbox One et  Nintendo Switch.
Il a pour suite Aeterno Blade II.

## Accueil
- Jeuxvideo.com : 11/20[1]